# Устименко, Максим Юрьевич
Максим Юрьевич Устименко (укр. Максим Юрійович Устименко; 8 декабря 1993, Харьков — 29 июня 2025) — украинский военный лётчик, полковник, участник российско-украинской войны. Герой Украины (2025, посмертно).

## Биография
Максим Устименко родился 8 декабря 1993 года в Харькове. Проходил обучение в Харьковском университете Воздушных сил имени Ивана Кожедуба. Был однокурсником известного пилота Андрея Пильщикова, известного под позывным «Juice».
Службу начал в 2014 году с начала боевых действий на востоке Украины. Освоил управление четырьмя типами боевых самолётов и получил квалификацию лётчика первого класса.
В ночь на 29 июня 2025 года, во время одной из крупнейших российских воздушных атак, управляя самолётом F-16, Максим Устименко уничтожил семь вражеских целей. Его самолёт был сбит, и он направил его в сторону безлюдной местности, чтобы избежать жертв среди мирного населения. Лётчику не удалось катапультироваться — он погиб при выполнении боевого задания.
Похоронен 3 июля 2025 года в посёлке Иванков Вышгородского района Киевской области.

## Награды
- Звание «Герой Украины» с удостоением ордена «Золотая Звезда» (29 июня 2025, посмертно) — за личное мужество и героизм, проявленные в защите государственного суверенитета и территориальной целостности Украины, верность военной присяге[6].
- Орден Богдана Хмельницкого III степени (28 февраля 2022) — за личное мужество и высокий профессионализм, проявленные в защите государственного суверенитета и территориальной целостности Украины, верность военной присяге[7].